# Leo Burnett Building
El Leo Burnett Building, ubicado en 35 West Wacker Drive en la calle North Dearborn del Loop, de Chicago (Estados Unidos). Tiene 50 pisos y mide 193 m. Se ubica sobre el cauce principal del río Chicago en la orilla sur. Cuando se construyó en 1989, era la 12º estructura más alta de la ciudad. Fue diseñado por Kevin Roche-John Dinkeloo and Associates y Shaw & Associates. Es un diseño posmoderno realizado con granito, mampostería, vidrio, acero y hormigón. Las ventanas están divididas por barrotes de acero inoxidable, lo cual es típico de las "ventanas de Chicago".

## Inquilinos
Alberga la agencia de publicidad Leo Burnett Worldwide, propiedad de Publicis, de donde deriva su nombre. El edificio también alberga el bufete de abogados Winston and Strawn y el restaurante Catch 35. La agencia de servicios de medios Starcom Worldwide, también propiedad de Publicis, tiene su sede ubicada en este. RR Donnelley trasladó su sede corporativa a este lugar en mayo de 2015. La escisión de Donnelly, Donnelley Financial Solutions, también tiene su sede aquí. Las agencias de Publicis Media, Performics, Digitas y Spark Foundry se mudaron al edificio en 2018, así como Publicis Sapient en 2019.

## Galería

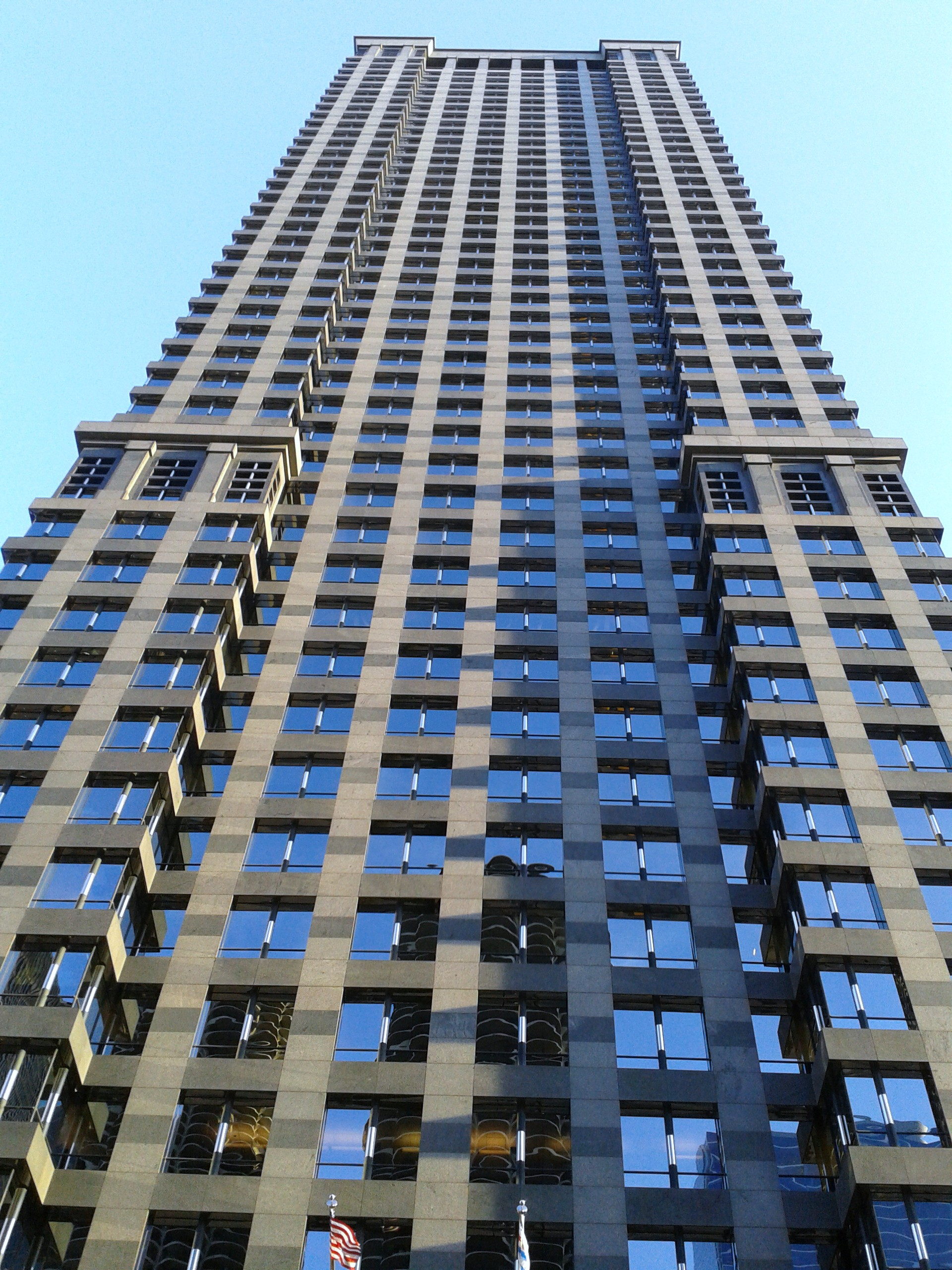
Fachada del West Wacker Drive
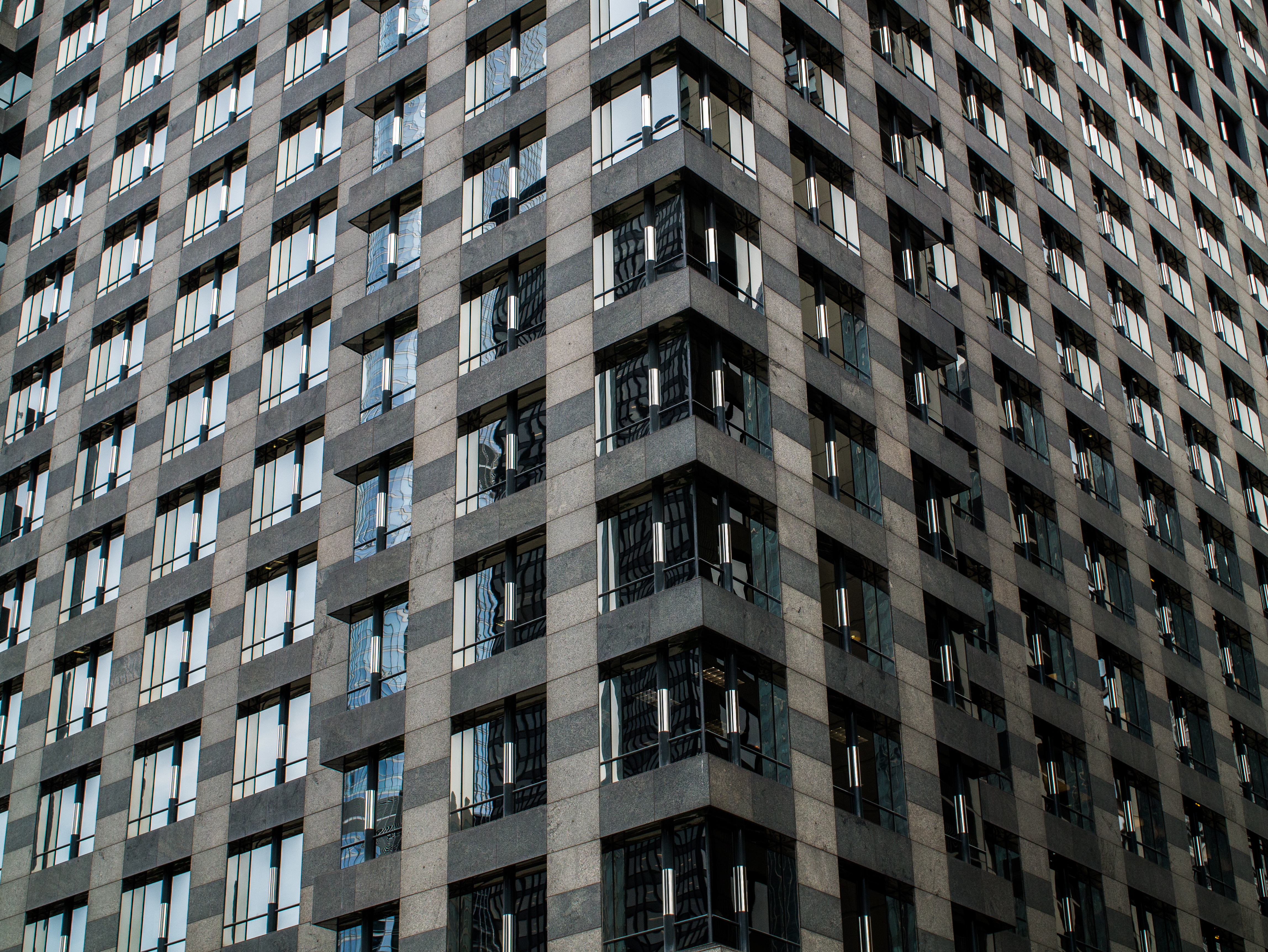
Detalle de la fachada
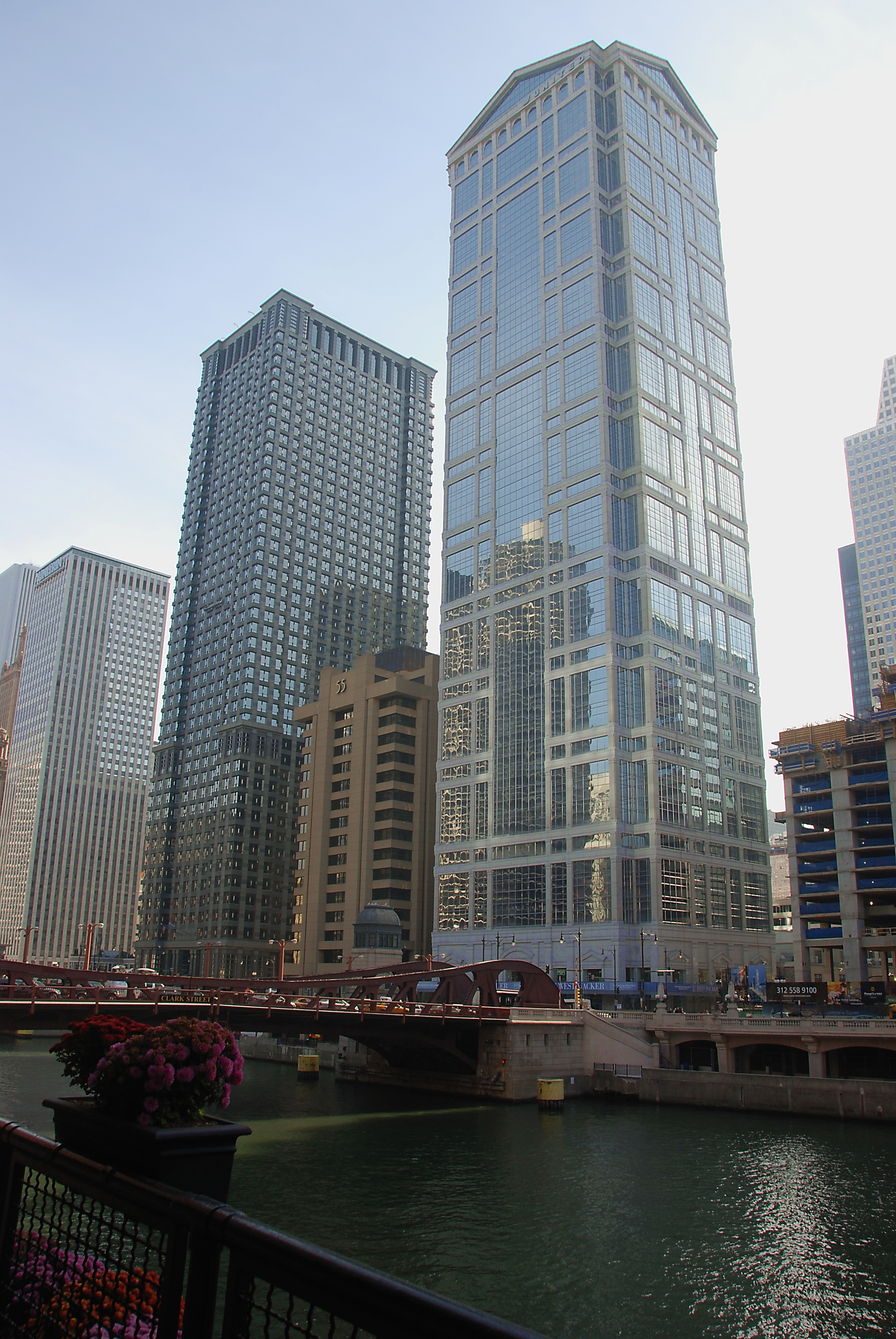
Con el United Building
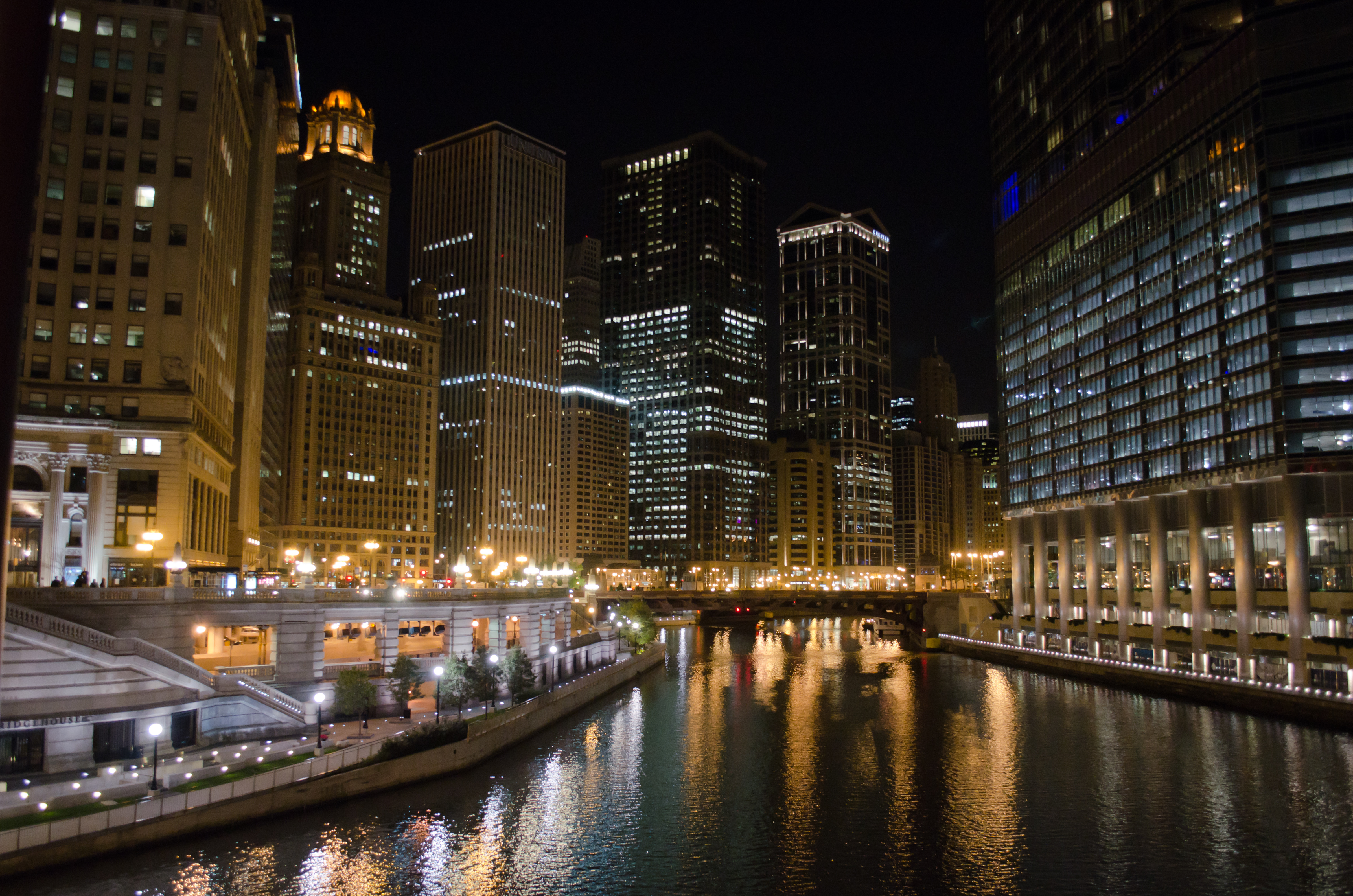
De noche, desde el río Chicago
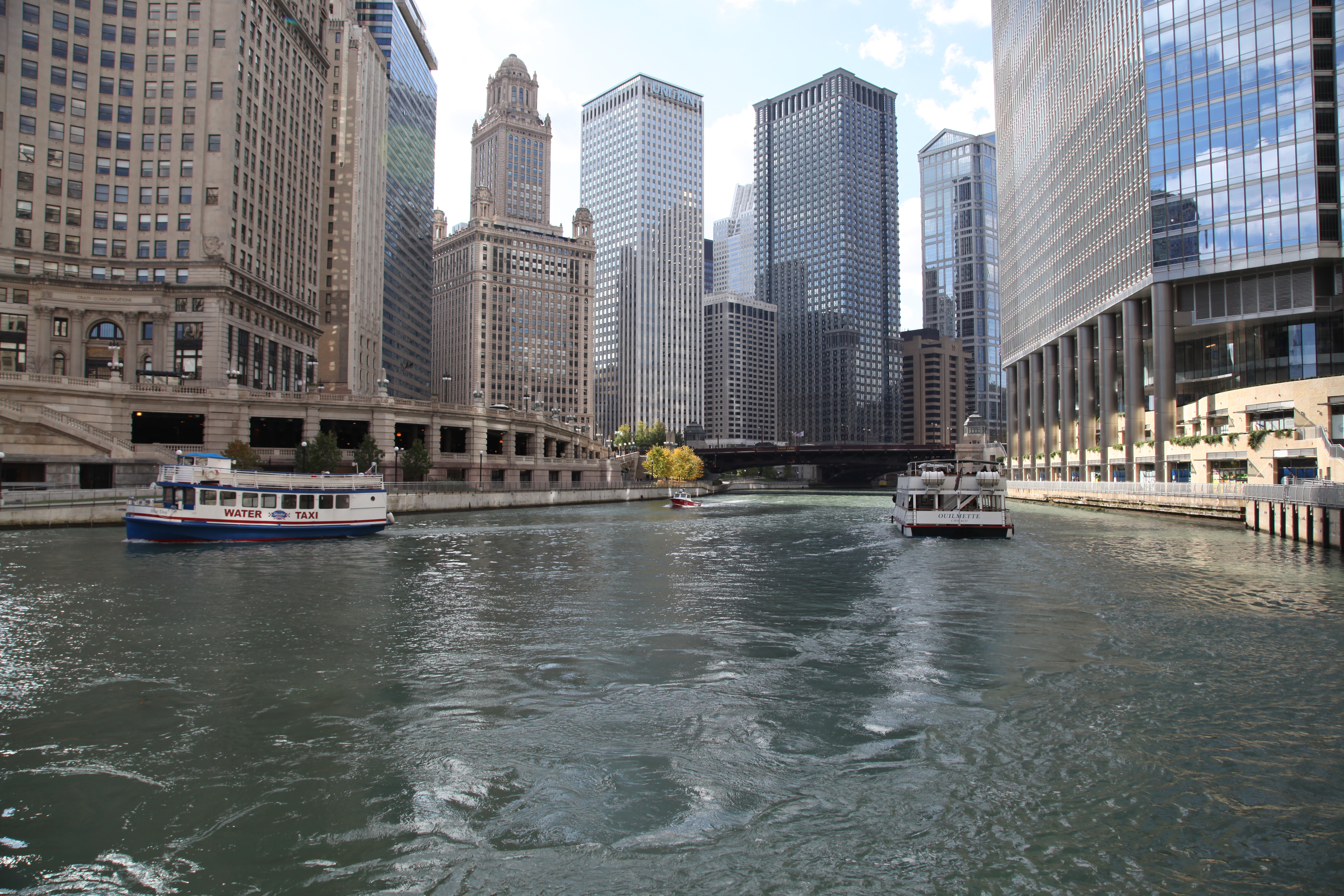
Desde el río, en el skyline del Loop